# Lawrenti Alexejewitsch Sagoskin

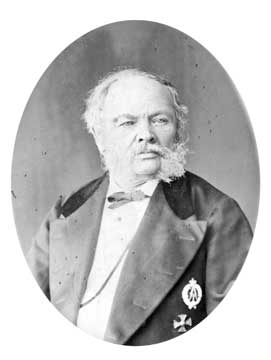
Lawrenti Sagoskin

Lawrenti Alexejewitsch Sagoskin (russisch Лаврентий Алексеевич Загоскин; * 9. Maijul. / 21. Mai 1808greg. in Nikolajewka, Gouvernement Pensa, Russland; † 10. Januarjul. / 22. Januar 1890greg. in Rjasan, Russland) war ein Leutnant der kaiserlich russischen Marine und Forschungsreisender in Alaska.
Sagoskin diente als Marineoffizier im Kaspischen Meer und der Ostsee.
In den 1840er-Jahren gab es wenig Informationen über das westliche Binnenland von Alaska, das sich damals noch in russischem Besitz befand (Russisch-Amerika). Der Hauptverwalter der Russisch-Amerikanische Kompagnie, einer halbstaatliche Handelskompanie des Russischen Reiches im 19. Jahrhundert, Arvid Adolf Etholén entsandte Sagoskin in die Region von Yukon und Kuskokwim River, um geografische Erkundungen durchzuführen. Für die Expedition erhielt er eine Ausbildung in Mineralogie, Zoologie, Botanik und Insektenkunde.
Seine Aufgaben waren die Suche nach lukrativen Orten für die Errichtung von Handelsposten und nach Möglichkeiten, der Russisch-Amerikanische Kompagnie gegenüber den Tschuktschen Vorteile beim Handel zu verschaffen.
Sagoskins Expedition in der Region der Unterläufe von Yukon und Kuskokwim dauerte zwei Jahre (1842–44). Er legte dabei rund 5300 km zurück.
Nach seiner Rückkehr nach Russland arbeitete er an den Abschlussberichten, die er 1847 und 1848 veröffentlichte. Für seine Verdienste erhielt er einen nationalen Wissenschaftspreis.
Sagoskin schied 1848 aus der Marine aus. Danach war er als Leiter eines forstwirtschaftlichen Instituts, in der Wissenschaft des Pflanzenbaus und als Archivar tätig. Er starb 1890 im Alter von 82 Jahren.